# オーガスタス・ウィルソン
オーガスタス・エバレット・ウィルソン（英: Augustus Everett Willson、1846年10月13日 - 1931年8月24日）は、20世紀初期アメリカ合衆国の政治家、弁護士であり、1907年から1911年まで第36代ケンタッキー州知事を務めた。12歳の時に孤児になり、ニューイングランドの親戚の所に行って養育された。このことで兄の詩人フォーサイス・ウィルソンとの関わりから、ラルフ・ワルド・エマーソン、ヘンリー・ワズワース・ロングフェロー、オリバー・ウェンデル・ホームズ・シニア、ジェイムズ・ラッセル・ローウェル等文学界の巨匠と接することになった。またハーバード大学に入学する機会も与えられ、1869年に学士、1872年に修士号を得た。卒業後は後のアメリカ合衆国最高裁判所陪席判事ジョン・マーシャル・ハーランの法律会社で職を得た。ウィルソンとハーランは終生の友人となり、ハーランと交わったことで共和党への支持が強くなった。
ケンタッキー州は民主党の強い州であり、共和党員のウィルソンは公職を求めて何度か敗北を味わったが、2度目の挑戦でケンタッキー州知事に当選した。ブラック・パッチ・タバコ戦争の扱いと、民主党州知事ウィリアム・ゴーベル暗殺に関わったとされる数人に恩赦を与えたことで、民主党が支配するケンタッキー州議会の怒りを買った。その結果、提案した改革のほとんどが議会で検討されることも無かった。州知事の任期は1911年で終わり、1914年にアメリカ合衆国上院議員の議席を求めたが落選した。その後はルイビルに戻り、そこで1931年に死んだ。

## 初期の経歴
オーガスタス・エバレット・ウィルソンは1846年10月13日に、ケンタッキー州メイズビルで生まれた。父はハイラム・ウィルソン、母はアン・コルビン（旧姓エニス）であり、その2人目の子供だった。生まれた翌年、父が家族を連れてケンタッキー州コビントンに移転した。1852年、家族は再度インディアナ州ニューオールバニに移転した。1856年母が死んだ。その3年後、1859年に父も死に、ウィルソンは12歳で孤児になった。ウィルソンと妹はニューヨーク州アリゲイニー郡の祖母のところに行って共に住んだ。ウィルソンはその後マサチューセッツ州ケンブリッジに移動し、ある程度名を知られた詩人だった兄フォーサイスと共に住んだ。ここではラルフ・ワルド・エマーソン、ヘンリー・ワズワース・ロングフェロー、オリバー・ウェンデル・ホームズ・シニア、ジェイムズ・ラッセル・ローウェル等文学界の巨匠と接することになった。
ウィルソンはニューヨーク州でアルフレッド・アカデミーの予備コースに入った。後に1年間ケンブリッジの予備校に入った後、1865年にハーバード大学に入学した。ウィルソンがハーバードの2年生の時にフォーサイスが末期患者となり、その看護のために短期間だが勉学ができない時期があった。フォーサイスの死後、ウィルソンは学業を再開し、1869年には学士号を受けた。
卒業後はハーバード法学校で学び、1872年に修士号を受けた。ボストンのロスロップ・ビショップ・アンド・リンカーン法律会社でも法律を勉強した。1870年にはニューオルバニーに戻っており、そこではインディアナ州議会議員マイケル・C・カーと共に生活し、法廷弁護士として認められた。1874年、カーがウィルソンのために紹介状を書き、ルイビルのジョン・マーシャル・ハーランの法律会社での職に応募した。ハーランはウィルソンについて「私が出会った中でも最大級に利発な若者」と表現していた。この2人は終生の友となり、ハーランと交わったことで共和党への支持が強くなった。ウィルソンはハーランの会社で一般社員となり、1877年にハーランがアメリカ合衆国最高裁判所陪席判事に指名されるまで在籍した。

## 政歴
ウィルソンは1875年にベンジャミン・ブリストウの下でアメリカ合衆国財務省の首席事務官に指名されて、その政歴が始まった。この職は1875年12月から1876年8月まで務め、これを辞した後はルイビルでの法律実務に戻った。1877年、ウィルソンはメアリー・エリザベス・エキンと結婚した[a]。夫妻の唯一人の子供は幼くして死んだ。
民主党が圧倒的なケンタッキー州にあって、共和党員のウィルソンは公職を求めても何度か落選を味わった。1879年にケンタッキー州上院議員選挙に出馬して落選したのが、その一連の落選の始まりだった。1884年のアメリカ合衆国下院議員第5選挙区で落選した後、1886年、1888年、1892年と出るたびに落選した。共和党全国大会では1884年、1888年、1892年、1904年、1908年、1916年にケンタッキー州の代議員になった。1897年、インディアナ州インディアナポリスで開催された全国金融会議では執行委員会の一員となり、強い通貨という立場を提唱した。
1903年、ウィルソンは州知事選挙で共和党の公認を求めた。1895年にケンタッキー州では初の共和党員州知事になったウィリアム・O・ブラッドリーの後ろ盾を得ていた。指名大会で候補になった者には、ルイビルの事業家モリス・B・ベルナップがいた。大会の代議員に関する審査でウィルソンに不利な判断が出た後、ウィルソンは指名争いから降りた。ブラッドリーは党が候補者の後に纏まらなかったことに怒り、大会をボイコットした。知事選挙では、ベルナップが民主党候補のJ・C・W・ベッカムに簡単に敗れた。

### ケンタッキー州知事
1907年、ウィルソンは満場一致で共和党の知事候補に選ばれた。ウィルソンの対抗馬は2年前の指名大会で選ばれていた。民主党のベッカム知事は党を説得して、予備選挙を早く行うことで、1908年のアメリカ合衆国上院議員選挙で自身の候補指名を確保すると共に、知事を続けられるようにした。さらに自分の後継者選びにも影響力を行使できるようにした。知事としての影響力を使い党の知事候補としてサミュエル・ウィルバー・ヘイガーを選ばせていた。
選挙戦での問題は続いていたブラック・パッチ・タバコ戦争だった。ヘイガーは、ベッカム知事がその任期の間に続いた暴力沙汰をほとんど無視してきており、その知事が自ら選んだ候補者であるという汚点を抱えていた。一方でウィルソンはアメリカン・タバコ・カンパニーの代理人を2度務めていた。この会社の商習慣が農民たちの不満と暴力の原因だった。民主党はこの問題を重視し、ウィルソンは農民の窮状に同情していないという非難にもほとんど反論しようとしなかった。ヘイガーは紛争の当事者両方にアピールしようとしたが、最後はどちらからも支持を失った。ウィルソンの立場は、暴力の州という評判を終わらせたい都市部有権者に訴えた。それが州の農夫に対してタバコ産業の側に就くことを意味してもだった。
選挙ではウィルソンが214,481 票を獲得し、196,428 票のヘイガーを抑えた。少数党候補にも幾らかの票は入っていた。都市部からの強い支持がウィルソンを選ばせる方向に働いた。ウィルソンの得た18,000という票差の半分はルイビル市での票差と同等だった。共和党はルイビル市とパデューカ市の市長選挙も制した。さらにヘイガーとベッカム知事の友人との間にあった意見の不一致が、ヘイガーに対するベッカムの支持を萎ませた。禁酒運動を好んだ有権者、すなわち禁酒肯定の姿勢故にベッカムの強力な支持者が、この問題についてはっきりしないヘイガーを見限った。
ウィルソンは1907年12月10日に宣誓して就任した。ほぼその直後に、ブラック・パッチ・タバコ戦争への対処の仕方で、民主党の支配する州議会の怒りを買った。ベッカムが行動しなかったのとは対照的に、ウィルソンは即座に州兵を出動させ、州西部の20郡（民主党優勢だった）での戒厳令を宣言した。軍隊は助けになったが、総勢で300名以上になることはなく、暴力沙汰を終わらせる主要因にはならなかった。議会で敵対的な民主党は調査委員会を作り、ウィルソンが文民当局の正式な要請無しに軍隊を招集したことで、州憲法に違背する罪があるとしようとした。ウィルソンは「ナイト・ライダーズ」に侵入するスパイを送り込んでもいた。この組織は暴力行為の大半を実行した自警団組織であり、どの地方役人が彼らを指示しているか見極めようとした。公にはナイト・ライダーの1人を殺した如何なる者も恩赦を出すと公言した。この判断は幾つかの新聞で有効な抑止手段だと支持されたが、さらなる無法状態を奨励するものと批判する者もいた。
ウィルソンの干渉は最終的に暴力沙汰を終わらせるにはあまり効果が無かった。1908年、裁判所がナイト・ライダーズに対する有罪判決を出すようになったが、その指導者の多くは有罪を免れていた。1909年ケンタッキー州選出アメリカ合衆国下院議員オーガスタス・スタンレーが提案した法案でタバコに掛けられた国税を除去し、1911年にはアメリカ合衆国最高裁判所が、アメリカン・タバコ・カンパニーは反トラスト法に違反しているという裁定を出した。これら出来事のそれぞれが、タバコの価格を上げることに貢献し、暴力的な農夫を宥めることになった。
ウィルソンは、1900年のウィリアム・ゴーベル知事暗殺に連座して有罪とされた数人に恩赦を発行することで、議会とさらに疎遠になった。その対象者には元共和党州知事ウィリアム・S・テイラー（在任1899年12月-1900年1月）や、テイラーの州務長官ケイレブ・パワーズが含まれていた。暗殺に連座して有罪とされたが共犯証言者になったヘンリー・ユートシーには恩赦が出されず、民主党からテイラーとパワーズの恩赦を党利優先と言わせることになった。ゴーベルの肖像画が州の小切手や文書から除去され、エイブラハム・リンカーン、ヘンリー・クレイ、ジョン・ブレッキンリッジの肖像画で置き換えられることになった。
州議会の1908年会期は「教育議会」とも言われた。その最も重要な成果は州内全郡に高校を設立する議案を通したことだった。さらに州立大学と改名された大学（後のケンタッキー大学）への資金手当てを増加させ、学校の出席規定を強化させた。その他の進歩的改善も成立した。例えば児童労働法の強化版、少年裁判所体系設立の法などだった。競馬の場外馬券売買は違法とされ、妊娠中絶は犯罪と規定された。
1910年に議会に対して行われた2年経過演説では、隣接州のインディアナ州で最近成立した州法に基づき、統一された会計システムを要求した。選挙費用について完全公開を要求する手段も提唱した。議会のウィルソンに対する敵意のために、知事が提案した事項や、税制改革や選挙区再配置など必要な立法にも議会はほとんど検討しなかった。ウィルソンが提唱していた改革は後の民主党政権で成立することになった。この時期に成立した数少ない法には、電気椅子による処刑を極刑の合法形態としたこと、公務員に1日8時間労働制を確立したことがあった。
ウィルソンは、州外では幾らか高い評価を得ていた。1908年、ハーバード大学が名誉法学博士号を授与した。1908年にはまた、セオドア・ルーズベルト大統領がワシントンD.C.で州知事の集会を招集し、自然資源の保護について話し合わせた。ウィルソンはこの集会の議長に選ばれ、その集会は全米知事協会と呼ばれるようになった。この集会は毎年開催される知事集会に関する関心を増させ、1910年にはウィルソンが2回目の会議を組織し、再度議長に選出された。均一な州法を提案する知事の議会を提唱する者もいたが、ウィルソンの開会挨拶は、全国的な知事の会議を意図するものではないことを明らかにしていた。「この集会は如何なる法的権限も持たない」とウィルソンは述べた。「知事の議会ではなく、単に知事の会合である」と。

## 後年
1911年の州知事選挙で、共和党はウィルソンの政権を称賛するか、軽視するかで分裂した。ブラック・パッチ・タバコ戦争における暴力を鎮めるための行動と、テイラーとパワーズに対する恩赦は、多くの有権者に不人気だった。次の候補者エドワード・C・オリアはウィルソン政権にとってそこそこの評価ということだった。ウィルソンはこの躊躇いに腹を立て、オリアの選挙運動には大した応援もしなかった。元知事のブラッドリーもオリアの選択には同意せず、選挙には最小の関わりしかしなかった。候補者の背後で党が纏まらなかったことで、民主党のジェイムズ・マクリアリーが容易に当選することになった。
ウィルソンは州知事の任期が明けた後に、ルイビルでの法律実務に戻った。1910年から1919年までハーバード大学監督委員を務めた。1914年、アメリカ合衆国上院議員ジョンソン・カムデン・ジュニア（民主党）の後任候補になった。アメリカ合衆国憲法修正第17条が成立してから州内最初の上院議員選挙であり、すなわち州議会での投票ではなく、選挙民の投票で上院議員が選ばれることになった。この議席は元々元知事のブラッドリーが持っていたが、在任中に死亡した。マクリアリー知事がブラッドリーの残り任期を埋める者としてカムデンを指名したが、カムデンはJ・C・W・ベッカムが出馬できるように、次の選挙には出馬しないと合意していた。共和党の予備選挙ではウィルソンがリチャード・P・エルンストを破った。知事選挙では、ウィルソンの知事としての不人気さに、当時のアメリカ合衆国大統領、民主党のウッドロウ・ウィルソンの圧倒的人気が組み合わされ、ベッカムが32,000票以上の差で当選した。この選挙がウィルソンにとっては最後のものになった。ウィルソンは1931年8月24日に死亡し、ルイビルのケイブヒル墓地に埋葬されている。

## 原註
^[a] Appleton and the National Governors Association list the name as "Ekin." Powell suggests "Elkin," while Harrison lists "Ekins."  The correct spelling is Ekin; she was the daughter of General James A. Ekin.

## 関連図書
- Biography from Lawyers and Lawmakers of Kentucky
- Finch, Glenn (January 1970). “The Election of United States Senators in Kentucky: The Beckham Period”. Filson Club Historical Quarterly 44.
- Legislative history and capitol souvenir of Kentucky : portraits and sketches of Senators, Representatives, and officials and attaches of the various state departments. W.E. Bidwell, E.H. Ellwanger. (1910). pp. 25–26 2008年11月28日閲覧。

| 公職                   | 公職                             | 公職                          |
| ---------------------- | -------------------------------- | ----------------------------- |
| 先代 J・C・W・ベッカム | ケンタッキー州知事 1907年–1912年 | 次代 ジェイムズ・マクリアリー |